# Wit-Russisch curlingteam (gemengddubbel)
Het Wit-Russisch curlingteam vertegenwoordigt Wit-Rusland in internationale curlingwedstrijden.

## Geschiedenis
Wit-Rusland debuteerde op het wereldkampioenschap curling voor gemengddubbele landenteams van 2014 in het Schotse Dumfries. De Wit-Russen eindigden met één gewonnen wedstrijd in de onderste regionen. Hun beste resultaten werden behaald in 2018, 2019 en 2020, waar het land drie van de vier poulewedstrijden won. Voor het wk van 2021 werden slechts 20 landen uitgenodigd. Op het 2019 World Mixed Doubles Qualification Event misten Tatsiana Tarsunova en Ilia Sjalamitski ondanks 5 van de 6 gewonnen partijen nipt de kwalificatie voor het het daaropvolgende wereldkampioenschap.
Wit-Rusland nam nog niet deel aan het gemengddubbel op de Olympische Winterspelen.

## Wit-Rusland op het wereldkampioenschap
| Jaar | Plaats        | Team                                   | WG            | W             | V             | PV            | PT            |
| ---- | ------------- | -------------------------------------- | ------------- | ------------- | ------------- | ------------- | ------------- |
| 2008 | Geen deelname | Geen deelname                          | Geen deelname | Geen deelname | Geen deelname | Geen deelname | Geen deelname |
| 2009 | Geen deelname | Geen deelname                          | Geen deelname | Geen deelname | Geen deelname | Geen deelname | Geen deelname |
| 2010 | Geen deelname | Geen deelname                          | Geen deelname | Geen deelname | Geen deelname | Geen deelname | Geen deelname |
| 2011 | Geen deelname | Geen deelname                          | Geen deelname | Geen deelname | Geen deelname | Geen deelname | Geen deelname |
| 2012 | Geen deelname | Geen deelname                          | Geen deelname | Geen deelname | Geen deelname | Geen deelname | Geen deelname |
| 2013 | Geen deelname | Geen deelname                          | Geen deelname | Geen deelname | Geen deelname | Geen deelname | Geen deelname |
| 2014 | 31            | Dmitri Kirillov & Ekaterina Kirillova  | 8             | 1             | 7             | 31            | 77            |
| 2015 | 29            | Dmitri Kirillov & Ekaterina Kirillova  | 9             | 0             | 9             | 37            | 77            |
| 2016 | 28            | Pavel Petrov & Polina Petrova          | 6             | 2             | 4             | 35            | 46            |
| 2017 | 20            | Ilia Sjalamitski & Ekaterina Kirillova | 7             | 3             | 4             | 50            | 61            |
| 2018 | 19            | Ilia Sjalamitski & Tatsiana Tarsunova  | 7             | 3             | 4             | 48            | 39            |
| 2019 | 28            | Ilia Sjalamitski & Tatsiana Tarsunova  | 7             | 3             | 4             | 30            | 50            |
| 2021 | Geen deelname | Geen deelname                          | Geen deelname | Geen deelname | Geen deelname | Geen deelname | Geen deelname |
| 2022 | Geen deelname | Geen deelname                          | Geen deelname | Geen deelname | Geen deelname | Geen deelname | Geen deelname |
| 2023 | Geen deelname | Geen deelname                          | Geen deelname | Geen deelname | Geen deelname | Geen deelname | Geen deelname |
| 2024 | Geen deelname | Geen deelname                          | Geen deelname | Geen deelname | Geen deelname | Geen deelname | Geen deelname |
| 2025 | Geen deelname | Geen deelname                          | Geen deelname | Geen deelname | Geen deelname | Geen deelname | Geen deelname |

Australië · België · Brazilië · Bulgarije · Canada · China · Chinees Taipei · Denemarken · Duitsland · Engeland · Estland · Filipijnen · Finland · Frankrijk · Griekenland · Groot-Brittannië · Guyana · Hongarije · Hongkong · Ierland · India · Israël · Italië · Jamaica · Japan · Kazachstan · Kirgizië · Koeweit · Kosovo · Kroatië · Letland · Litouwen · Luxemburg · Mexico · Mongolië · Nederland · Nieuw-Zeeland · Nigeria · Noorwegen · Oekraïne · Oostenrijk · Polen · Portugal · Puerto Rico · Qatar · Roemenië · Rusland · Saoedi-Arabië · Schotland · Servië · Slovenië · Slowakije · Spanje · Thailand · Tsjechië · Turkije · Verenigde Staten · Wales · Wit-Rusland · Zuid-Korea · Zweden · Zwitserland